# Sveriges damjuniorlandslag i ishockey
För andra svenska hockeylandslag, se Sveriges landslag i ishockey.
Sveriges damjuniorlandslag i ishockey innehåller spelare på upp till 18 år. Det grundades år 2006 som ett komplement till svenska A-landslaget.
Sin första turnering spelade laget i Mytischi i Ryssland den 19-21 november 2006, och kom på tredje plats av fyra deltagande lag.
Sedan 2008 spelas världsmästerskap för juniordamlandslag, U18-VM i ishockey för juniordamlandslag. Sverige slutade på fjärde plats invigningsåret.
I 2009-års U18-VM slutade Sverige trea efter Kanada och USA. I bronsmatchen vann Sverige över Tjeckien med 9 - 1 och säkrade den första medaljen i U18-VM för damer.
Andreas Karlsson är huvudtränare för laget (2022). Madeleine Östling var huvudtränare för laget 2021 och Alexander Bröms var huvudtränare för laget 2020.
Lagets första match i en turnering spelades mot Schweiz den 7 januari 2008 i Calgary, Kanada. Matchen slutade med vinst, 4-1. Den största vinsten in kasserades dagen efter, den 8 januari 2008 mot Ryssland i och med en vinst med 14-0. I U18-VM 2009 fick Sveriges juniorlandslag inkassera sin hittills största förlust mot USA 2-9, den 7 januari 2009.
Två gånger har Sverige tagit silver vid U18-Världsmästerskapet. Vid turneringen i i Dmitrov i Ryssland i januari 2018, gick Sverige till final och förlorade med 3–9 mot USA. När turneringen spelades i Östersund i Sverige i januari 2023 gick Sverige återigen till final, efter seger med 2–1 mot USA i semifinalen. Väl i final åkte svenskorna på stryk mot Kanada med 0–10.